# Kemal Koyuncu

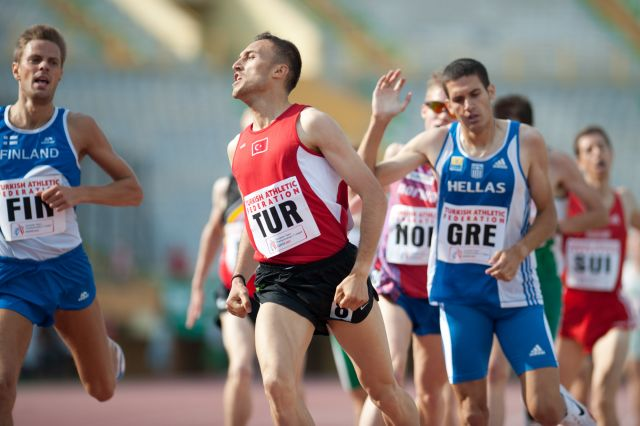
Kemal Koyuncu bei der Leichtathletik-Team-Europameisterschaft 2011 (1. Liga)

Kemal Koyuncu (* 25. Januar 1985 in İnegöl) ist ein türkischer Mittel- und Langstreckenläufer.
Koyuncu siegte bei den Crosslauf-Europameisterschaften 2007 in Toro in der Altersklasse U23. Im selben Jahr gewann er bei den U23-Leichtathletik-Europameisterschaften in Debrecen die Bronzemedaille im 5000-Meter-Lauf. Dieselbe Platzierung gelang ihm bei den Mittelmeerspielen 2009 in Pescara.
Bei den Leichtathletik-Europameisterschaften 2010 in Barcelona belegte Koyuncu den 13. Platz im 5000-Meter-Lauf und den 22. Platz im 10.000-Meter-Lauf. Seinen bis dahin bedeutendsten Erfolg erzielte er bei den Leichtathletik-Halleneuropameisterschaften 2011 in Paris. Dort gewann er hinter dem Spanier Manuel Olmedo die Silbermedaille im 1500-Meter-Lauf und stellte mit einer Zeit von 3:41,18 min einen nationalen Hallenrekord auf.
Kemal Koyuncu startet für die Leichtathletikabteilung von Fenerbahçe Istanbul.

## Bestleistungen
- 1500 m: 3:38,09 min, 29. Juli 2011, Stockholm
  - Halle: 3:41,18 min , 6. März 2001, Paris
- 3000 m: 8:19,22 min, 18. Juni 2006, Thessaloniki
- 5000 m: 13:47,41 min, 29. Juli 2010, Barcelona
- 10.000 m: 28:41,37 min, 2. Juni 2007, Neerpelt